# مانهایم

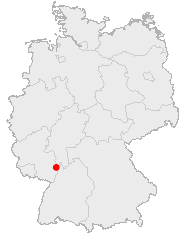
مانهایم

مانهایم (به آلمانی: Mannheim) () سومین شهر بزرگ ایالت بادن-وورتمبرگ آلمان پس از اشتوتگارت و کارلسروهه است.
مانهایم با حدود ۳۰۰٬۰۰۰ نفر جمعیت در محل تلاقی دو رود راین (به آلمانی: Rhein) و نکار (به آلمانی: Neckar) و در شمال غربی ایالت بادن-وورتمبرگ واقع شده است.
مانهایم از شهرهای صنعتی آلمان است که میزبان کارخانجات و صنایع مختلف خودروسازی، شیمیایی و دارویی و الکترونیک می‌باشد.
کارل بنز، مخترع اتومبیل، اولین خودروی خود را در سال ۱۸۸۵ میلادی در این شهر اختراع و تکمیل نمود.
طی جنگ جهانی دوم، مانهایم که از مراکز مهم صنعتی آلمان نازی بود، شدیداً به‌وسیله حملات نیروهای متفقین تخریب گردید و در پایان جنگ توسط نیروهای آمریکایی اشغال شد. حضور نیروهای آمریکایی تا امروز نیز در این شهر و مناطق اطراف آن ادامه یافته است. این نیروها در هشت پایگاه نظامی این شهر مستقر هستند.
جشنواره فیلم مانهایم-هایدلبرگ هرساله به‌طور مشترک با هایدلبرگ در این شهر برگزار می‌شود.

## اهالی سرشناس
- فردریش شیلر
- کارل بنز
- ویلهلم وونت
- جوی فلمینگ

## اختراعات انجام شده در مانهایم

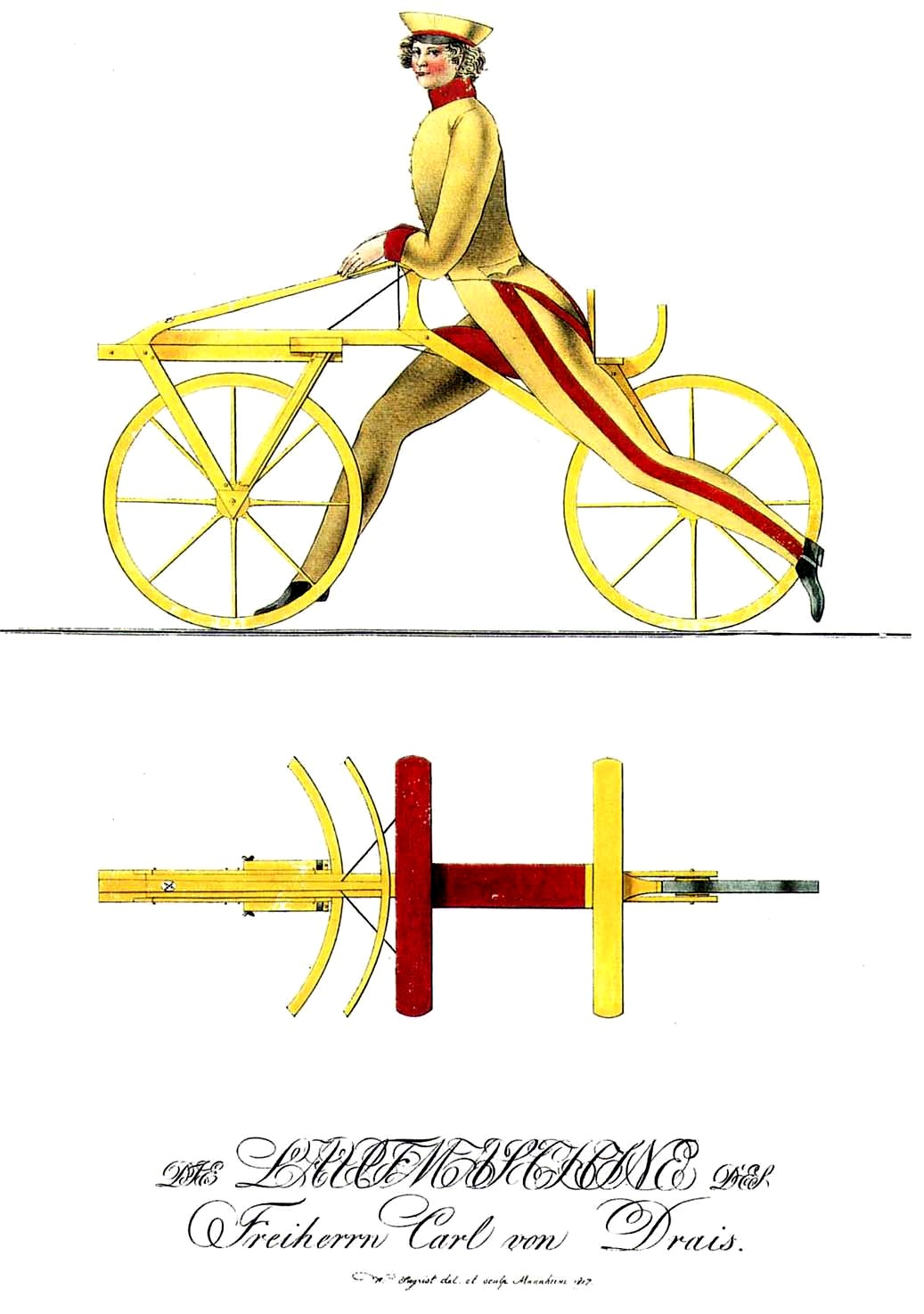
اولین دوچرخهٔ جهان، ساخته شده در مانهایم توسط کارل دریس در سال ۱۸۱۷
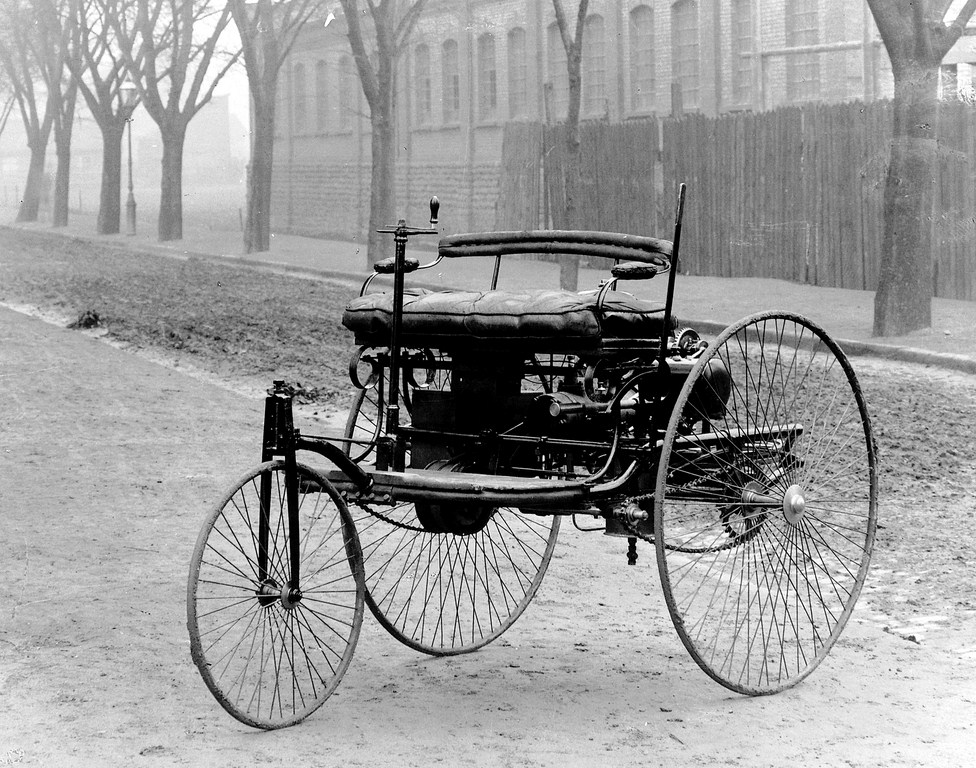
اولین درچرخهٔ جهان، ساخته شده در مانهایم توسط کارل بنز در سال ۱۸۸۵
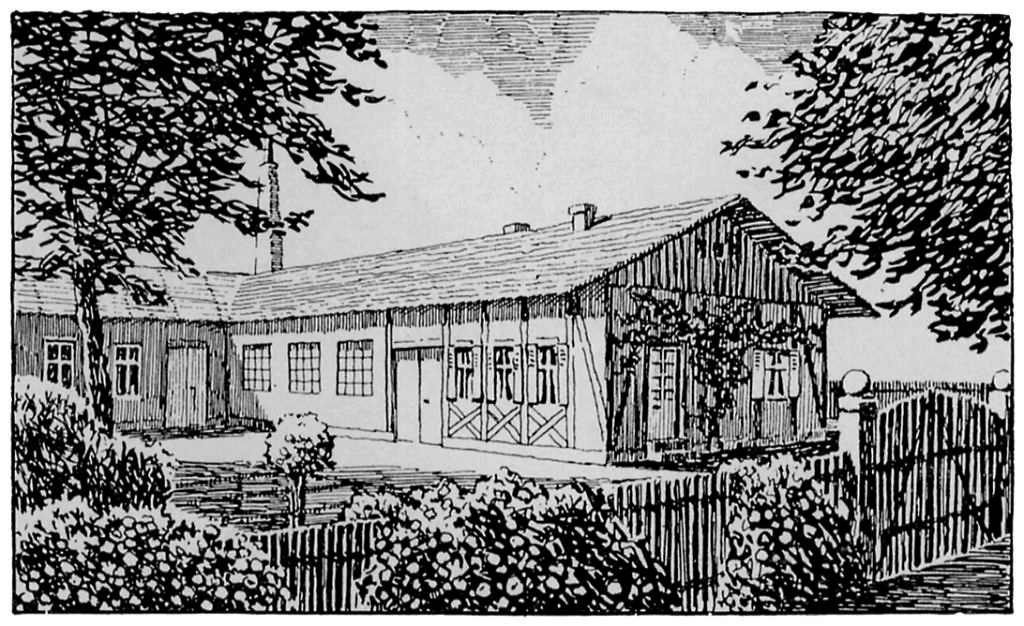
کارگاه کار کارل بنز در مانهایم
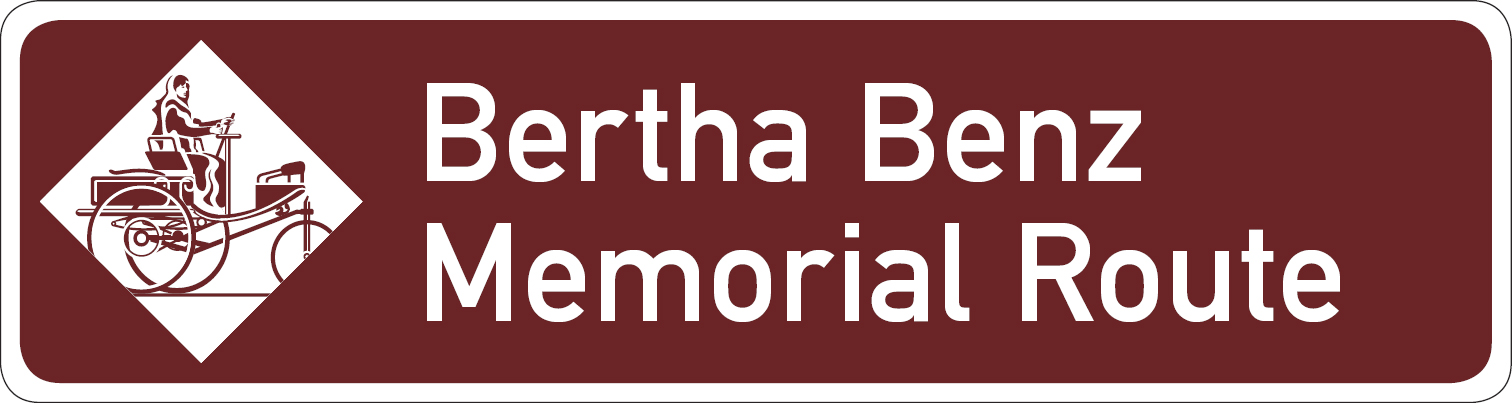
نشان رسمی برتا بنز ، به مناسبت بزرگداشت اولین سفر طولانی جهان با اتومبیل (از مانهایم به فورتسهایم)